# 何寿安
何寿安（1923年3月15日—1989年5月27日），男，浙江临海人，中国高压物理学家，中国静态高压技术的奠基人，曾任中国科学院物理研究所副所长、研究员，第三届全国人大代表。